# Atletik under sommer-OL 2020 - 5000 meter løb (damer)
5000 meter løb for damer under Sommer-OL 2020 finder sted den 30. juli og 2. august 2021.

## Medaljefordeling
| Medaljetagere          | Medaljetagere        | Medaljetagere           | Medaljetagere |
| ---------------------- | -------------------- | ----------------------- | ------------- |
| Guld                   | Sølv                 | Bronze                  |               |
| Sifan Hassan · Holland | Hellen Obiri · Kenya | Gudaf Tsegay · Etiopien |               |

## Turneringsformat
Der er kvalificeret 42 løbere til konkurrencen, der bliver afviklet med 3 indledende heats og finalen. Efter de indledende heats går de fire bedste fra hvert heat og de tre bedste tider direkte til finalen, hvor medaljerne bliver fordelt.

## Tidsplan
Nedenstående tabel viser tidsplanen for afvikling af konkurrencen:
| Dato      | Tid   | Runde  |
| --------- | ----- | ------ |
| 30. juli  | 19:00 | Heats  |
| 2. august | 21:40 | Finale |

## Resultater

### Heat 1
| Placering | Atlet                  | Nationalitet   | Resultat | Note  |
| --------- | ---------------------- | -------------- | -------- | ----- |
| 1         | Sifan Hassan           | Holland        | 14:47.89 | Q     |
| 2         | Agnes Jebet Tirop      | Kenya          | 14:48.01 | Q, SB |
| 3         | Senbere Teferi         | Etiopien       | 14:48.31 | Q     |
| 4         | Ejgayehu Taye          | Etiopien       | 14:48.52 | Q     |
| 5         | Lilian Kasait Rengeruk | Kenya          | 14:50.36 | Q, SB |
| 6         | Yasemin Can            | Tyrkiet        | 14:50.92 | q     |
| 7         | Karissa Schweizer      | USA            | 14:51.34 | q, SB |
| 8         | Selamawit Teferi       | Israel         | 14:53.43 | q, NR |
| 9         | Ririka Hironaka        | Japan          | 14:55.87 | q, PB |
| 10        | Andrea Seccafien       | Canada         | 14:59.55 | q     |
| 11        | Laura Galván           | Mexico         | 15:00.16 | NR    |
| 12        | Kaede Hagitani         | Japan          | 15:04.95 | PB    |
| 13        | Jessica Judd           | Storbritannien | 15:09.47 |       |
| 14        | Camille Buscomb        | New Zealand    | 15:24.39 |       |
| 15        | Prisca Chesang         | Uganda         | 15:25.72 |       |
| 16        | Lucía Rodríguez        | Spanien        | 15:26.19 | PB    |
| 17        | Julie-Anne Staehli     | Canada         | 15:33.39 |       |
| 18        | Rose Davies            | Australien     | 15:50.07 |       |
| 19        | Sarah Chelangat        | Uganda         | 15:59.40 | SB    |

### Heat 2
| Placering | Atlet                     | Nationalitet   | Resultat        | Note      |
| --------- | ------------------------- | -------------- | --------------- | --------- |
| 1         | Gudaf Tsegay              | Etiopien       | 14:55.74        | Q         |
| 2         | Hellen Obiri              | Kenya          | 14:55.77        | Q         |
| 3         | Nadia Battocletti         | Italien        | 14:55.83        | Q, PB     |
| 4         | Elise Cranny              | USA            | 14:56.14        | Q, SB     |
| 5         | Karoline Bjerkeli Grovdal | Norge          | 14:56.82        | Q         |
| 6         | Nozomi Tanaka             | Japan          | 14:59.93        | PB        |
| 7         | Rachel Schneider          | USA            | 15:00.07        |           |
| 8         | Rahel Daniel              | Eritrea        | 15:02.59        |           |
| 9         | Amy-Eloise Markovc        | Storbritannien | 15:03.22        | PB        |
| 10        | Eilish McColgan           | Storbritannien | 15:09.68        |           |
| 11        | Jenny Blundell            | Australien     | 15:11.27        |           |
| 12        | Esther Chebet             | Uganda         | 15:11.47        |           |
| 13        | Dominique Scott           | Sydafrika      | 15:13.94        | SB        |
| 14        | Kate van Buskirk          | Canada         | 15:14.96        |           |
| 15        | Isobel Batt-Doyle         | Australien     | 15:21.65        |           |
| 16        | Diane van Es              | Holland        | 15:47.01        |           |
| 17        | Marthe Yankurije          | Rwanda         | 15:55.94        | SB        |
| -         | Francine Niyonsaba        | Burundi        | Diskvalificeret | TR 17.3.2 |
| -         | Klara Lukan               | Slovenien      | Afsluttede ikke |           |

### Finale
| Placering | Atlet                     | Nationalitet | Resultat | Note |
| --------- | ------------------------- | ------------ | -------- | ---- |
| 1         | Sifan Hassan              | Holland      | 14:36.79 |      |
| 2         | Hellen Obiri              | Kenya        | 14:38.36 |      |
| 3         | Gudaf Tsegay              | Etiopien     | 14:38.87 |      |
| 4         | Agnes Jebet Tirop         | Kenya        | 14:39.62 | SB   |
| 5         | Ejgayehu Taye             | Etiopien     | 14:41.24 |      |
| 6         | Senbere Teferi            | Etiopien     | 14:45.11 |      |
| 7         | Nadia Battocletti         | Italien      | 14:46.29 | PB   |
| 8         | Yasemin Can               | Tyrkiet      | 14:46.49 |      |
| 9         | Ririka Hironaka           | Japan        | 14:52.84 | NR   |
| 10        | Selamawit Teferi          | Israel       | 14:54.39 |      |
| 11        | Karissa Schweizer         | USA          | 14:55.80 |      |
| 12        | Lilian Kasait Rengeruk    | Kenya        | 14:55.85 |      |
| 13        | Elise Cranny              | USA          | 14:55.98 | SB   |
| 14        | Karoline Bjerkeli Grovdal | Norge        | 15:09.37 |      |
| 15        | Andrea Seccafien          | Canada       | 15:12.09 |      |